# Тасова, Маржан
Маржан Тасова (род. 22 октября 1923) — советский и казахстанский педагог, школьная учительница. Герой Социалистического Труда (1978), отличник просвещения СССР (1974), отличник народного просвещения Казахской ССР (1961).

## Биография
Родилась 22 октября 1923 года в ауле Отрар (ныне Отырарский район Южно-Казахстанской области).
В 1941 году окончила Туркестанское педагогическое училище, в 1943 году — Чимкентский учительский институт. В 1945 году вступила в КПСС. В 1956 году окончила филологический факультет Казахского государственного университета.
В 1941—1943 годах работала учительницей казахского языка и литературы Турекульской семилетней школы.
В 1943—1944 годах директор школы в ауле Шаян.
В 1944—1947 директор средней школы в ауле Отрар.
В 1946—1948 годах инструктор по работе среди женщин Чимкентского обкома Компартии Казахстана.
Работала учительницей в чимкентской школе № 7, в 1948—1951 и 1953—1960 годах была заместителем директора по учебно-воспитательной работе.
В 1951—1953 годах была заведующей отделом по работе среди женщин Чимкентского горкома Компартии Казахстана.
В 1960—1961 годах — директор женского интерната № 2 города Чимкент.
В 1961—1984 годах была директором школы-интерната № 12 города Чимкент. В 1984 году вышла на пенсию.
Маржан Тасова была известна как хороший организатор. Благодаря её работе школа № 12 в 1974 году полностью перешла на кабинетную систему обучения. Неоднократно выступала с докладами на Педагогических чтениях, принимала участие в общественной деятельности. Несколько раз избиралась депутатом Чимкентского городского и областного Совета народных депутатов.
Награждена орденом Ленина, Трудового Красного Знамени и медалями.

## Память
Имя Маржан Тасовой носит специализированная школа-интернат № 12 города Шымкента, которую она возглавляла более 20 лет.